# جالاترو
جالاترو (به ایتالیایی: Galatro) یک کومونه در ایتالیا است که در استان رجو کالابریا واقع شده‌است.

## خصوصیات
جالاترو ۵۰٫۵ کیلومترمربع مساحت و ۲٬۰۷۷ نفر جمعیت دارد.